# Ørslev Sogn (Middelfart Kommune)
 For alternative betydninger, se Ørslev Sogn. (Se også artikler, som begynder med Ørslev Sogn)
Ørslev Sogn er et sogn i Middelfart Provsti (Fyens Stift).
I 1800-tallet var Ørslev Sogn anneks til Føns Sogn. Begge sogne hørte til Vends Herred i Odense Amt. Føns-Ørslev var en sognekommune, men ved kommunalreformen i 1970 blev sognene delt: Føns kom til Nørre Aaby Kommune, Ørslev til Ejby Kommune. Ved strukturreformen i 2007 blev begge storkommuner indlemmet i Middelfart Kommune.
I Ørslev Sogn ligger Ørslev Kirke.
I sognet findes følgende autoriserede stednavne:
- Bøgebjerg (bebyggelse)
- Ellesø (bebyggelse, ejerlav)
- Favrmose (bebyggelse)
- Flægen (areal)
- Lavenbæk Huse (bebyggelse)
- Nyskov (areal)
- Ruerne (bebyggelse)
- Tellerup (bebyggelse, ejerlav)
- Tybrind (ejerlav, landbrugsejendom)
- Tybrind Vig (vandareal)
- Ørslev (bebyggelse, ejerlav)
- Ørslev Bjerge (areal)